# Eve Stewart
Eve Stewart, född den 13 januari 1998 i Amstelveen, är en brittisk roddare född och uppväxt i Nederländerna.

## Karriär
Vid olympiska sommarspelen 2024 i Paris ingick Eve Stewart i det brittiska lag som tog brons i åtta med styrman.